# Pana Wina
Pana Wina, auch Pana-Wina Island oder Kaluma Island genannt, ist die größte Insel der Calvados-Inseln, einer Inselgruppe, die zum Louisiade-Archipel von Papua-Neuguinea zählt.
Bomalou, Hauptort der Insel, liegt an der Südküste.